# EMD F125
Die EMD F125 ist eine vierachsige Diesellokomotive für den Personenverkehr von EMD. Sie wird von einem Caterpillar-Motor Typ C175-20, der 4700 HP (3.500 kW) leistet, angetrieben. Die Lokomotive soll zehn Personenwagen mit einer Höchstgeschwindigkeit von 200 km/h ziehen können. Das Modell ist die erste neue reine Diesel-Personenzuglok von EMD seit der F59PHI.
Die Lokomotiven erfüllen die EPA-Tier-4-Abgasnorm und besitzen Wechselstrommotoren, Bremsenergierückgewinnung, Zugsammelschiene, verbesserte Crash-Eigenschaften und einen stromlinienförmigen Lokomotivkasten.
Der Fahrzeugaufbau basiert auf einem Design von Vossloh Rail Vehicles. Auch die Hochgeschwindigkeits-Drehgestelle sind eine Entwicklung von Vossloh.

## Einsatz
Die Southern California Regional Rail Authority, die unter dem Markennamen Metrolink Schienenpersonennahverkehr in und um Los Angeles organisiert, hat 2013 als erster Kunde zehn Lokomotiven mit einer Option auf zehn weitere bestellt. Der Kaufpreis soll 129,4 Millionen Dollar betragen. Die Serienauslieferung hat nach Präsentation der ersten Lokomotive im Jahr 2016 im folgenden Jahr 2017 begonnen. Seit 2021 sind 40 Lokomotiven im Einsatz.